# Villa Righi (San Giorgio a Cremano)
Die Villa Righi ist ein Landhaus aus dem 18. Jahrhundert in San Giorgio a Cremano in der italienischen Region Kampanien. Es liegt im Gebiet der Miglio d’oro, in der Via Enrico Pessina, 43.

## Geschichte und Beschreibung
Die Villa gehörte ursprünglich der Adelsfamilie De Martinis. Nach verschiedenen Eigentümerwechseln fiel sie an Maria Durante, die 1931 Evaristo Righi heiratete. Nach dessen Familiennamen blieb die Villa zukünftig benannt, auch wenn sie nach den Righis noch zahlreiche weitere Eigentümer hatte.
Das Gebäude befindet sich derzeit in sehr prekärem Erhaltungszustand, aber in ihr ist fast intakt ein Element erhalten, das sie einzigartig unter den Villen des Miglio d’oro aus dem 18. Jahrhundert macht: Es ist das einzige Landhaus in der Gegend, das ein mit Fresken im pompeianischen Stil versehenes Atrium hat. Keine der anderen Villen um den Vesuv kann mit derartigen Dekorationen aufwarten.
Die Fresken sind aber auch das einzige Element im für diese Villa charakteristischen pompeianischen Stil, da das gesamte Atrium ursprünglich im altrömischen Stil verziert war, mit Pappmachéstatuen in Nischen und Stucksitzen, die – wie ‚‚Pane‘‘ bestätigt – die altrömischen „Sessel“ imitierten und in zwei Reihen entlang der Seitenwände angeordnet waren.
Von diesen Stucksitzen ist heute nur noch einer erhalten.
Ein weiteres charakteristisches Element der Villa sind die beiden kaiserlichen Adler an den Seiten des Hoftores, durch das man in den Garten gelangt.